# Omega Red Star from Hungary
Az Omega Red Star from Hungary az Omega együttes első angol nyelvű nagylemeze – mely egyben az együttes legelső nagylemeze is – Londonban jelent meg a Deccánál, 1968-ban. A lemezfelvétel napjaiban Kóbor János Magyarországon tartózkodott, így a lemezen Presser Gábor, Mihály Tamás és Benkő László énekelnek. A hanganyag némileg eltér a nem sokkal később megjelent magyar változattól (Trombitás Frédi és a rettenetes emberek), mind hangszerelését mind műfaját tekintve: egyes dalok progresszívebbek, mint a magyar verzión hallhatóak, ráadásul olyan számok is felkerültek rá, amik Magyarországon csak kislemezen (később válogatásalbumon) jelentek meg. 

## Története
1967 júliusában az Omegára felfigyelt az éppen akkor Budapesten koncertező The Spencer Davis Group menedzsere, és kéthetes angliai turnéra hívta az együttest. A zenekar tagjai 1968 júliusában a Budapesten fellépett Nashville Teensszel utaztak ki Angliába, ahol 24 koncertet adtak, többek közt a Marquee és a Speakeasy klubokban és a BBC Late Night Show c. műsorában is felléptek. Kóbor János a hivatalos változat szerint egyetemi vizsgái – mások szerint egy autóbaleset ügyében való érintettsége – miatt nem tartott a csapattal. Az album pár nap leforgása alatt elkészült. Nem sokkal ezután az együttesnek haza kellett térnie, így a külföldi karrier egy időre abbamaradt. Hazatértük után a Magyar Hanglemezgyártó Vállalat sem zárkózott már el a magyar nyelvű változat kiadásától.
Az albumot Herskovits Iván kezdeményezésére 2007-ben, magyarországi terjesztésre kiadta a Decca anyagait jelenleg birtokában tudó Universal kiadó.

## Számok listája

### 1. oldal
- 1. Wake Up (Vigyázz, vigyázz rám) (Presser Gábor – Adamis Anna)
- 2. Mamma Said (Azt mondta az anyukám) (Presser Gábor – S. Nagy István, Hajnal István)
- 3. If I Were the Wind (Ha én szél lehetnék) (Presser Gábor – John Martin)
- 4. Rózsafák (Red Rose) (Presser Gábor – S. Nagy István)
- 5. Tomorrow (Holnap) (Presser Gábor – Kóbor János, Hajnal István)
- 6. There's Nothing I Can Do (Nem tilthatom meg) (Presser Gábor – S. Nagy István, Hajnal István)

### 2. oldal
- 1. Once I Knew a Girl (Ismertem egy lányt) (Presser Gábor – Adamis Anna)
- 2. Clown (Volt egy bohóc) (Presser Gábor – Adamis Anna)
- 3. Hungarian Folk Song (Kállai kettős) (Presser Gábor feldolgozása)
- 4. Trumpeter Charlie (Trombitás Frédi) (Presser Gábor – Hajnal István)
- 5. Dead Are the Flowers (Halott virágok) (Presser Gábor – Adamis Anna)

## Az együttes tagjai
- Benkő László – zongora, trombita, furulya, citera (B-3.), ének (A-4.), vokál
- Kóbor János – nem játszott a lemezen, de feltüntették a nevét
- Laux József – dob, ütőhangszerek
- Mihály Tamás – basszusgitár, ének, vokál
- Molnár György – szólógitár
- Presser Gábor – orgona, zongora, ének (A-1.,2.), vokál